# جوناثان غرينينغ

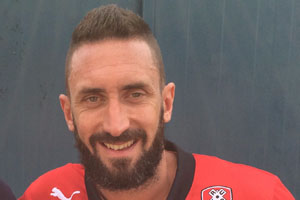

جوناثان غرينينغ (بالإنجليزية: Jonathan Greening)‏ (مواليد 2 يناير 1979 في سكاربوروه - إنجلترا) مدربا حاليا ولاعب كرة قدم إنجليزي كان يلعب في مركز الوسط المحوري. لصالح نادي الدرجة الممتازة فولهام الإنجليزي في 2009  وانتقل في سنة 2011 إلى نادي نوتنجهام فوريست وفي سنة 2014 إلى نادي يورك سيتي وبين 2015 و 2017 لعب آخر مبارياته مع نادي تادكاستر ألبيون

## روابط خارجية
- جوناثان غرينينغ على موقع الاتحاد الدولي (مؤرشف)  (الإنجليزية)
- جوناثان غرينينغ على موقع الاتحاد الأوربي (الإنجليزية)
- جوناثان غرينينغ على موقع قاعدة بيانات كرة القدم.إي يو (الإنجليزية)
- جوناثان غرينينغ على موقع Soccerbase.com (لاعب) (الإنجليزية)
- جوناثان غرينينغ على موقع عالم كرة القدم.نت (الإنجليزية)
- جوناثان غرينينغ على موقع كووورة